# Vanilla coursii
Vanilla coursii H.Perrier, 1950 è una pianta della famiglia delle Orchidacee, endemica del Madagascar.